# PCI
PCI kratica je od eng. termina Peripheral Component Interconnect, što je ime računalne sabirnice koja je zamijenila ISA odnosno EISA sabirnicu u PC računalima.

## Povijest
Rad na PCI sabirnici započeo je Intel oko 1990. godine. PCI 1.0 specifikacija objavljena je 22. lipnja 1992. PCI 2.0 specifikacija (koja je definirala standarde konektora na PCI karticama i utore na matičnim pločama objavljena je 30. travnja 1993. godine.
PCI je odmah našla primjenu u poslužiteljima, zamijenivši MCA i EISA sabirnicu (koje su do tada bile jedini logičan izbor za poslužitelje). Za stolna računala PCI je sporo potiskivala VLB sabirnicu, i nije se dogodio značajniji pomak do kraja 1994. i druge generacije Pentium baziranih osobnih računala.  Do 1996. VLB sabirnica je odbačena kao neperspektivna, tako da su proizvođači prihvatili PCI sabirnicu čak za računala starije generacije (486). ISA se rabila paralelno s PCI sabirnicom do 2000. godine.
S dolaskom nove PCI Express sabirnice 2004. godine, očekuje se da će s vremenom prestati proizvoditi računala i s PCI sabirnicom, jer novi 64-bitni procesori traže i više taktove rada, propusnije sabirnice podataka.

## Brzina rada PCI sabirnice

### PCI 1.0 standard
- takt sabirnice 33.33 MHz
- maksimalna brzina 133 MB/s za 32-bitnu sabirnicu (33.33 MHz * 32 bita / 8 bitova u bajtu = 133 MB/s)
- napon sabirnice 3.3 ili 5 volti

### PCI 2.2
- omogućava uz 33.33 MHz i frekvenciju 66 MHz (uz napon 3.3 volta) (max. propusnost 533 MB/s)

## Propusnost
Propusnost raznih varijanti PCI sučelja (PCI i PCI-X):
| Naziv | Brzina rada (MHz) | Širina sabirnice | Propusnost (Mb/s) | Propusnost MB/s   |
| ----- | ----------------- | ---------------- | ----------------- | ----------------- |
| PCI   | 33 MHz            | 32 bitna         | 1064 Mb/s         | 133 MB/s          |
| PCI   | 33 MHz            | 64 bitna         | 2128 Mb/s         | 266 MB/s          |
| PCI   | 66 MHz            | 32 bitna         | 2128 Mb/s         | 266 MB/s          |
| PCI   | 66 MHz            | 64 bitna         | 4256 Mb/s         | 532 MB/s          |
| PCI-X | 100 MHz           | 64 bitna         | 6400 Mb/s         | 800 MB/s          |
| PCI-X | 133 MHz           | 64 bitna         | 8192 Mb/s         | 1024 MB/s (1GB/s) |